# Make Me a Supermodel (chương trình truyền hình Mỹ)
Make Me a Supermodel là chương trình truyền hình thực tế của Mỹ, dựa trên phiên bản gốc của Anh. Chương trình được phát sóng trên kênh Bravo.

## Mùa giải
| Mùa | Phát sóng          | Quán quân       | Á quân            | Thí sinh còn lại (Theo thứ tự loại trừ) | Số thí sinh |
| --- | ------------------ | --------------- | ----------------- | --- | ----------- |
| 1   | 2 tháng 1 năm 2008 | Holly Kiser     | Ronnie Kroell     | Sarah Swartz, Dominic Prietto, Aryn Livingston, Jay McGee, Katy Caswell, Stephanie Bulger, Jacki Hydock, Frankie Godoy, Casey Skinner, Shannon Pallay, Perry Ullmann & Ben DiChiara                                 | 14          |
| 2   | 7 tháng 2 năm 2009 | Branden Rickman | Sandhurst Miggins | Ken Thompson, Chris Cohen, Karen Kelly, Shawn Nishikawa, CJ Kirkham, Gabriel Zadok Everett, Kerryn Johns & Laury Prudent, Colin Steers, Amanda Crop, Jordan Condra, Salome Steinmann, Mountaha Ayoub, Jonathan Waud | 16          |

## Giám khảo

### Make Me a Supermodel Mỹ
| Tên giám khảo  | Mùa           | Mùa           |
| Tên giám khảo  | 1             | 2             |
| Tyson Beckford | Ban giám khảo |               |
| Niki Taylor    | Ban giám khảo |               |
| Nicole Trunfio |               | Ban giám khảo |
| -------------- | ------------- | ------------- |

## Mùa 1

### Thí sinh
(Lưu ý tuổi được tính theo lúc thí sinh tham dự chương trình)
| Tên thí sinh | Tên thí sinh     | Tuổi | Chiều cao               | Quê quán               | Bị loại ở | Thứ hạng |
| ------------ | ---------------- | ---- | ----------------------- | ---------------------- | --------- | -------- |
|              | Sarah Swartz     | 20   | 1,75 m (5 ft 9 in)      | Miami, Florida         | Tập 2     | 14       |
|              | Dominic Prietto  | 25   | 1,88 m (6 ft 2 in)      | Dana Point, California | Tập 3     | 13       |
|              | Aryn Livingston  | 20   | 1,78 m (5 ft 10 in)     | Lowndesboro, Alabama   | Tập 4     | 12       |
|              | Jay McGee        | 22   | 1,85 m (6 ft 1 in)      | Roswell, Georgia       | Tập 5     | 11       |
|              | Katy Caswell     | 21   | 1,75 m (5 ft 9 in)      | Auburn, Alabama        | Tập 6     | 10       |
|              | Stephanie Bulger | 21   | 1,75 m (5 ft 9 in)      | Plano, Texas           | Tập 7     | 9        |
|              | Jacki Hydock     | 21   | 1,73 m (5 ft 8 in)      | Harlem, New York       | Tập 8     | 8        |
|              | Frankie Godoy    | 20   | 1,83 m (6 ft 0 in)      | Miami, Florida         | Tập 9     | 7        |
|              | Casey Skinner    | 19   | 1,84 m (6 ft 1⁄2 in)    | Dunwoody, Georgia      | Tập 10    | 6        |
|              | Shannon Pallay   | 22   | 1,82 m (5 ft 11+1⁄2 in) | Plantation, Florida    | Tập 11    | 5        |
|              | Perry Ullmann†   | 22   | 1,88 m (6 ft 2 in)      | Phoenix, Arizona       | Tập 14    | 4-3      |
|              | Ben DiChiara     | 23   | 1,88 m (6 ft 2 in)      | Nashville, Tennessee   | Tập 14    | 4-3      |
|              | Ronnie Kroell    | 25   | 1,83 m (6 ft 0 in)      | Chicago, Illinois      | Tập 14    | 2        |
|              | Holly Kiser      | 21   | 1,78 m (5 ft 10 in)     | Coeburn, Virginia      | Tập 14    | 1        |

### Kết quả
| Hạng | Thí sinh  | Tập   | Tập   | Tập   | Tập   | Tập   | Tập   | Tập   | Tập   | Tập   | Tập   | Tập  | Tập       |  |
| Hạng | Thí sinh  | 2     | 3     | 4     | 5     | 6     | 7     | 8     | 9     | 10    | 11    | 14   | 14        |  |
| ---- | --------- | ----- | ----- | ----- | ----- | ----- | ----- | ----- | ----- | ----- | ----- | ---- | --------- |  |
| 1    | Holly     | THẮNG | AT    | THẤP  | CAO   | CAO   | CAO   | THẤP  | THẮNG | THẮNG | THẮNG | AT   | QUÁN QUÂN |  |
| 2    | Ronnie    | AT    | CAO   | AT    | AT    | THẤP  | THẤP  | THẮNG | CAO   | THẤP  | THẤP  | AT   | LOẠI      |  |
| 3-4  | Ben       | AT    | THẤP  | AT    | THẤP  | THẮNG | AT    | THẤP  | THẤP  | THẤP  | CAO   | LOẠI |           |  |
| 3-4  | Perry     | CAO   | AT    | THẮNG | AT    | AT    | THẮNG | THẤP  | CAO   | THẤP  | THẤP  | LOẠI |           |  |
| 5    | Shannon   | CAO   | AT    | CAO   | CAO   | AT    | THẮNG | THẤP  | THẤP  | CAO   | LOẠI  |      |           |  |
| 6    | Casey     | AT    | AT    | CAO   | THẤP  | CAO   | THẤP  | CAO   | THẤP  | LOẠI  |       |      |           |  |
| 7    | Frankie   | AT    | AT    | THẤP  | AT    | THẤP  | THẤP  | CAO   | LOẠI  |       |       |      |           |  |
| 8    | Jacki     | THẤP  | THẮNG | AT    | AT    | THẤP  | AT    | LOẠI  |       |       |       |      |           |  |
| 9    | Stephanie | AT    | AT    | AT    | THẮNG | AT    | LOẠI  |       |       |       |       |      |           |  |
| 10   | Katy      | THẤP  | THẤP  | AT    | THẤP  | LOẠI  |       |       |       |       |       |      |           |  |
| 11   | Jay       | AT    | THẤP  | THẤP  | LOẠI  |       |       |       |       |       |       |      |           |  |
| 12   | Aryn      | AT    | CAO   | LOẠI  |       |       |       |       |       |       |       |      |           |  |
| 13   | Dominic   | THẤP  | LOẠI  |       |       |       |       |       |       |       |       |      |           |  |
| 14   | Sarah     | LOẠI  |       |       |       |       |       |       |       |       |       |      |           |  |

## Mùa 2

### Thí sinh
| Tên thí sinh | Tên thí sinh             | Tuổi | Quê quán                    | Bị loại tập | Thứ hạng |
| ------------ | ------------------------ | ---- | --------------------------- | ----------- | -------- |
|              | Ken Thompson             | 24   | Winterville, North Carolina | Tập 1       | 16       |
|              | Chris Cohen              | 22   | Libertyville, Illinois      | Tập 2       | 15       |
|              | Karen Kelly              | 22   | Ocean Springs, Mississippi  | Tập 3       | 14       |
|              | Shawn Nishikawa          | 30   | Seattle, Washington         | Tập 4       | 13       |
|              | CJ Kirkham               | 18   | San Ramon, California       | Tập 5       | 12       |
|              | Gabriel Zadok Everett    | 22   | Charlotte, North Carolina   | Tập 6       | 11       |
|              | Laury Prudent            | 23   | Miami, Florida              | Tập 7       | 9-10     |
|              | Kerryn Johns             | 24   | Russellville, Arkansas      | Tập 7       | 9-10     |
|              | Colin Steers             | 21   | Charlottesville, Virginia   | Tập 8       | 8        |
|              | Amanda Crop              | 21   | Banks, Oregon               | Tập 9       | 7        |
|              | Jordan Condra            | 21   | Tucson, Arizona             | Tập 10      | 6        |
|              | Salome Steinmann         | 19   | Altamont, Tennessee         | Tập 11      | 5        |
|              | Mountaha Ayoub           | 23   | Londrina, Brazil            | Tập 12      | 4        |
|              | Jonathan Waud            | 26   | Southampton, Anh            | Tập 13      | 3        |
|              | Sandhurst Tacama Miggins | 22   | Tobago, Trinidad and Tobago | Tập 13      | 2        |
|              | Branden Rickman          | 18   | Central Point, Oregon       | Tập 13      | 1        |

### Thứ tự loại trừ
| 1  | Amanda Branden CJ Gabriel Jonathan Karen Kerryn Laury Mountaha Shawn | Amanda    | Branden                              | Salome    | Colin     | Kerryn                | Branden      | Salome    | Mountaha  |                 | Mountaha  | Sandhurst | Branden   |  |  |  |  |  |  |  |  |  |
| 2  | Amanda Branden CJ Gabriel Jonathan Karen Kerryn Laury Mountaha Shawn | Shawn     | CJ Colin Jordan Laury Mountaha Shawn | CJ        | Laury     | Amanda Colin Jonathan | Mountaha     | Jordan    | Jonathan  |                 | Branden   | Jonathan  | Sandhurst |  |  |  |  |  |  |  |  |  |
| 3  | Amanda Branden CJ Gabriel Jonathan Karen Kerryn Laury Mountaha Shawn | Karen     | CJ Colin Jordan Laury Mountaha Shawn | Jordan    | Salome    | Amanda Colin Jonathan | Jonathan     | Sandhurst | Sandhurst |                 | Jonathan  | Branden   | Jonathan  |  |  |  |  |  |  |  |  |  |
| 4  | Amanda Branden CJ Gabriel Jonathan Karen Kerryn Laury Mountaha Shawn | Mountaha  | CJ Colin Jordan Laury Mountaha Shawn | Mountaha  | Amanda    | Amanda Colin Jonathan | Salome       | Jonathan  | Jordan    | Jonathan Salome | Sandhurst | Mountaha  |           |  |  |  |  |  |  |  |  |  |
| 5  | Amanda Branden CJ Gabriel Jonathan Karen Kerryn Laury Mountaha Shawn | Sandhurst | CJ Colin Jordan Laury Mountaha Shawn | Gabriel   | Jordan    | Jordan                | Jordan       | Mountaha  | Salome    | Jonathan Salome | Salome    |           |           |  |  |  |  |  |  |  |  |  |
| 6  | Amanda Branden CJ Gabriel Jonathan Karen Kerryn Laury Mountaha Shawn | Laury     | CJ Colin Jordan Laury Mountaha Shawn | Kerryn    | Branden   | Mountaha              | Sandhurst    | Branden   | Branden   | Jordan          |           |           |           |  |  |  |  |  |  |  |  |  |
| 7  | Amanda Branden CJ Gabriel Jonathan Karen Kerryn Laury Mountaha Shawn | Kerryn    | CJ Colin Jordan Laury Mountaha Shawn | Laury     | Jonathan  | Sandhurst             | Colin        | Amanda    | Amanda    |                 |           |           |           |  |  |  |  |  |  |  |  |  |
| 8  | Amanda Branden CJ Gabriel Jonathan Karen Kerryn Laury Mountaha Shawn | Salome    | Amanda                               | Sandhurst | Kerryn    | Salome                | Amanda       | Colin     |           |                 |           |           |           |  |  |  |  |  |  |  |  |  |
| 9  | Amanda Branden CJ Gabriel Jonathan Karen Kerryn Laury Mountaha Shawn | Jordan    | Sandhurst                            | Jonathan  | Sandhurst | Laury                 | Kerryn Laury |           |           |                 |           |           |           |  |  |  |  |  |  |  |  |  |
| 10 | Amanda Branden CJ Gabriel Jonathan Karen Kerryn Laury Mountaha Shawn | Jonathan  | Kerryn                               | Branden   | Mountaha  | Branden               | Kerryn Laury |           |           |                 |           |           |           |  |  |  |  |  |  |  |  |  |
| 11 | Salome                                                               | Branden   | Jonathan                             | Amanda    | Gabriel   | Gabriel               |              |           |           |                 |           |           |           |  |  |  |  |  |  |  |  |  |
| 12 | Jordan                                                               | Colin     | Salome                               | Colin     | CJ        |                       |              |           |           |                 |           |           |           |  |  |  |  |  |  |  |  |  |
| 13 | Sandhurst                                                            | CJ        | Gabriel                              | Shawn     |           |                       |              |           |           |                 |           |           |           |  |  |  |  |  |  |  |  |  |
| 14 | Colin                                                                | Gabriel   | Karen                                |           |           |                       |              |           |           |                 |           |           |           |  |  |  |  |  |  |  |  |  |
| 15 | Chris                                                                | Chris     |                                      |           |           |                       |              |           |           |                 |           |           |           |  |  |  |  |  |  |  |  |  |
| 16 | Ken                                                                  |           |                                      |           |           |                       |              |           |           |                 |           |           |           |  |  |  |  |  |  |  |  |  |

## Loạt chương trình cùng tên
- Make Me a Supermodel phiên bản Anh.
- Make Me a Supermodel phiên bản Úc.